# Bobby Unser

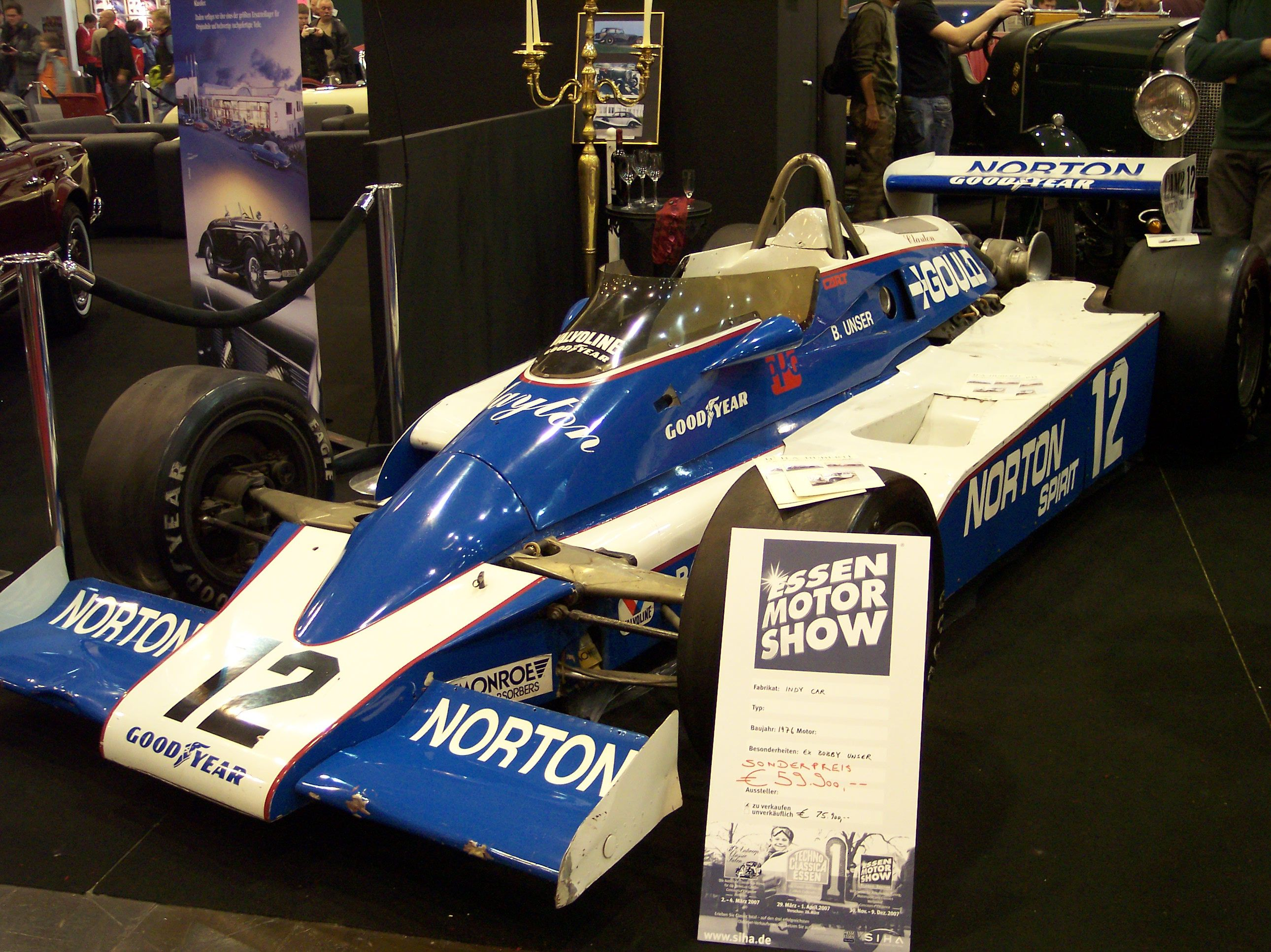
Penske de la serie CART de 1979 que pilotó Bobby Unser.

Robert William Unser, más conocido como Bobby Unser (Colorado Springs, Colorado; 20 de febrero de 1934-Albuquerque, Nuevo México; 2 de mayo de 2021) fue un piloto de automovilismo de velocidad estadounidense. Se destacó en el Campeonato Nacional del USAC y la CART, resultando campeón en 1968 y 1974, subcampeón en 1970, 1979 y 1980, y tercero en 1967, 1969 y 1975.
El piloto ganó las 500 Millas de Indianápolis de 1968, 1975 y 1981, en tanto que llegó segundo en 1974, tercero en 1969, quinto en 1979 y sexto en 1978. También obtuvo la victoria en las 500 Millas de Pocono de 1980 y las 500 Millas de Ontario de 1974, 1976, 1979 y 1980. A lo largo de su carrera en monoplazas Indy, obtuvo un total de 35 victorias puntuables y 83 podios. También triunfó en el Pikes Peak International Hill Climb en trece ocasiones.
Fuera de los monoplazas, Unser fue campeón de la International Race of Champions en 1975; participó del Gran Premio de Italia de 1968 y el Gran Premio de los Estados Unidos de 1968 de Fórmula 1; y compitió en tres carreras de la NASCAR Grand National Series entre 1969 y 1973, arribando cuarto en una de ellas.
Luego de retirarse como piloto, Unser fue comentarista de CART y NASCAR en las cadenas de televisión NBC, ABC y ESPN.
Sus hermanos Al Unser y Jerry Unser también fueron pilotos.
Falleció el 2 de mayo de 2021 de causas naturales a los 87 años de edad.

## Carrera deportiva
Bobby fue criado en Albuquerque (Nuevo México) junto a sus hermanos. Fue uno de los pioneros en competir en la carrera de Pikes Peak en su juventud. Unser debutó a los 29 años en las 500 Millas de Indianápolis de 1963, donde chocó en la tercera vuelta. Luego llegó séptimo en Sacramento y noveno en Phoenix. En 1964 disputó el Campeonato Nacional del USAC por completo. Resultó cuarto en Springfield y DuQuoin, sexto en las 200 Millas de Trenton y séptimo en Langhorne, lo que le significó acabar en el 14º puesto de campeonato.
Unser logró tres podios y siete top 5 en 18 carreras de 1965, lo que lo colocó séptimo en el campeonato. En 1966 ganó en Pikes Peak, y con seis top 5 se ubicó sexto en el campeonato.
El piloto venció en las dos mangas de Mosport 1967, y acumuló nueve podios para colocarse tercero en el campeonato, por detrás de A. J. Foyt y Mario Andretti. En 1968, ganó las 500 Millas de Indianápolis ante Dan Gurney, luego de liderar 127 vueltas. Además ganó en Las Vegas, 150 Millas de Phoenix, 150 Millas de Trenton y Pikes Peak, y consiguió otros cinco segundos puestos en 25 carreras disputadas. Así, se coronó campeón nacional del USAC ante Andretti, Al Unser y Lloyd Ruby.
En 1969, Unser fue tercero en las 500 Millas de Indianápolis por detrás de Andretti y Gurney, aunque sin liderar vueltas. Además triunfó en Langhorne, llegó segundo en las 200 Millas de Milwaukee y acumuló cinco podios y ocho top 5. Por tanto, alcanzó la tercera posición en la clasificación general por detrás de Andretti y Al Unser. En 1970 fue primero en Langhorne, segundo en Míchigan, DuQuoin y las 300 Millas de Trenton. Con siete top 5 en 16 carreras, fue subcampeón por detrás de Al Unser.
Unser consiguió en 1971 dos victorias en las 200 Millas de Milwaukee y las 300 Millas de Trenton, fue segundo en Phoenix 1 y cuarto en las 200 Millas de Trenton. Debido a sus malos resultados en las carreras de 500 Millas, acabó sexto en el campeonato. El piloto consiguió cuatro victorias en nueve apariciones en 1972, pero abandonó en las tres carreras de 500 millas, por lo que resultó octavo en la clasificación general. En 1973 ganó las 150 Millas de Milwaukee, fue segundo en las 200 Millas de Trenton, séptimo en las 500 Millas de Ontario y décimo en las 500 Millas de Pocono, por lo que terminó 12º.
En las 500 Millas de Indianápolis de 1974, Unser llegó segundo por detrás de Johnny Rutherford, habiendo liderado seis vueltas. Además acumuló cuatro victorias en las 500 Millas de Ontario, las 200 Millas de Trenton, las 200 Millas de Míchigan y la segunda manga de las 300 Millas de Trenton. En total consiguió cinco segundos puestos y doce top 5 en 13 carreras, por lo que obtuvo su segundo campeonato nacional del USAC ante Rutherford y Gordon Johncock.
En 1975, el piloto ganó las 500 Millas de Indianápolis ante Rutherford y Foyt, luego de liderar apenas 11 vueltas. También fue segundo en las 500 Millas de Ontario y las 150 Millas de Milwaukee, tercero en las 150 Millas de Míchigan y quinto en las 200 Millas de Míchigan. Así, se colocó tercero en el campeonato por detrás de Foyt y Rutherford.
Unser ganó en 1976 las 500 Millas de Ontario y Phoenix 1, fue tercero en las 150 Millas de Milwaukee y cuarto en las 200 Millas de Milwaukee y las 150 Millas de Míchigan. Por tanto, acabó sexto en la clasificación general.
El piloto no arribó a meta en ninguna de las diez carreras que disputó en 1977. En 1978 fue tercero en Atlanta, quinto en las 200 Millas de Míchigan y sexto en las 500 Millas de Indianápolis, lo que lo colocó 12º en el campeonato.
Ante la creación de la serie CART en 1979, Unser fue contratado por el equipo Penske. Logró seis victorias en las 500 Millas de Ontario, Watkins Glen, Trenton 1 y 2, y Míchigan 2 y 3. Además consiguió 12 top 5 en 14 carreras, incluyendo un quinto puesto en las 500 Millas de Indianápolis. Así, resultó subcampeón por detrás de Rick Mears.
En 1980 obtuvo cuatro victorias en las 500 Millas de Pocono, 500 Millas de Ontario, 150 Millas de Milwaukee y Watkins Glen. Sin embargo, su abandono en las 500 Millas de Indianápolis le significó un nuevo subcampeonato con Penske, esta vez siendo superado por Rutherford.
Unser ganó las 500 Millas de Indianápolis de 1981, organizada por el USAC. El día siguiente a la carrera se anunció una sanción de un puesto por haber superado automóviles bajo bandera amarilla. El piloto apeló la sanción y se le volvió a adjudicar la victoria recién en octubre. En la CART fue segundo en Phoenix 1 y 2, llegó tercero en las 200 Millas de Miwaukee, y obtuvo seis top 10 en 11 carreras, resultando así séptimo en la clasificación general.
El piloto no logró clasificar a las 500 Millas de Indianápolis de 1982, por lo que se retiró de la CART a los 48 años de edad.

## Resultados

### Fórmula 1
(Clave) (negrita indica pole position) (cursiva indica vuelta rápida)

| Año  | Escudería                | 1   | 2   | 3   | 4   | 5   | 6   | 7   | 8   | 9       | 10  | 11      | 12  | Pos. | Puntos |
| ---- | ------------------------ | --- | --- | --- | --- | --- | --- | --- | --- | ------- | --- | ------- | --- | ---- | ------ |
| 1968 | Owen Racing Organisation | RSA | ESP | MON | BEL | NED | FRA | GBR | GER | ITA DNS | CAN | USA Ret | MEX | NC   | 0      |